# اکالچهیلا
اکالچهیلا (به لاتین: Achalchhila) در بنگلادش است که در استان چیتاگونگ واقع شده‌است.